# Величанствени шоумен
Величанствени шоумен (енгл. The Greatest Showman) амерички је мјузикл-драмски филм из 2017. године, редитеља Мајкла Грејсија у свом редитељском дебију, писаца Џени Бикс и Била Кондона, док главне улоге играју Хју Џекман, Зак Ефрон, Мишел Вилијамс, Ребека Фергусон, Зендеја и Кила Сетл. Са девет оригиналних песама Бенџа Пасека и Џастина Пола, филм је инспирисан причом стварања Барнумовог америчког музеја Ф. Т. Барнума и животима атракција његових звезда.
Снимање је почело у новембру 2016. године у Њујорку. Премијера филма била је 8. децембра 2017. године на броду Queen Mary 2. Издат је 20. децембра у Уједињеном Краљевству и 26. децембра 2017. године у Сједињеним Државама, 20th Century Fox-а, седам месеци након што је преста да функционише Ringling Bros. and Barnum & Bailey Circus. Филм је издат 28. децембра 2017. године у Србији, дистрибутера MegaCom Film-а. Филм је зарадио 435 милиона америчких долара, чинећи га петим играним мјузикл филмом са највећом зарадом.
Филм је критикован због своје лиценције поетика, а неки рецензенти су га назвали „лажно инспиративним и плитким”, али је хваљен због наступа, музике, визуелних и продукцијских вредности, и добио је номинације за Златни глобус за најбољи играни филм (мјузикл или комедија) и Златни глобус за најбољег главног глумца у играном филму (мјузикл или комедија) за Џекмана на 75. додели награда Златни глобус. Филм је освојио Златни глобус за најбољу оригиналну песму за песму „This Is Me”, која је номинована за Оскара за најбољу оригиналну песму на 90. додели награда Оскар и освојио је Греми за најбољу компилацију саундтрека за визуелне медије на 61. додели награда Греми.

## Радња
Као дете, П. Т. Барнум и његов отац кројач, Фило, раде за породицу Холет. Барнум се заљубљује у ћерку Холетових, Чарити. Када Чарити похађа завршну школу, она и Барнум пишу једно другом све док се не уједине као одрасли. На крају се венчавају и одгајају две ћерке, Каролајн и Хелен, у Њујорку. Они живе скромним животом; иако је Чарити срећна, Барнум жуди за више. („A Million Dreams”)
Барнум губи посао службеника шпедиције када предузеће банкротира. Он је касније осигурао банковни кредит, обмањујући итгубљене бродове бившег послодавца као „колатерална штета”. Отвара Барнумов амерички музеј у центру Менхетна који садржи разне воштане фигуре. Продаја карата је спора, па Каролајн и Хелен предлажу да представе нешто „живо”. Барнум додаје извођаче „наказа”, попут брадате даме, Лети Лац, и патуљка, Чарлса Стратона. Ово окупља већу посећеност, али и протесте и лоше критике познатог критичара, Џејмса Гордона Бенета („Come Alive”).
Барнум преименује свој подухват у „Барнумов циркус” и регрутује драмског писца, Филипа Карлајла, да помогне у стварању публицитета („The Other Side”). Филип је опчињен афроамеричком уметницом трапеза, Ен Вилер, али он крије своја осећања. Током турнеја по иностранству, Филип се договара да Барнум и његова трупа упознају краљицу Викторију. Барнум убеђује славну шведску певачицу, Јени Линд, на турнеју по Америци, са њим као њеним менаџером. Линдин амерички деби је успешан. Током њене песме, Филипови родитељи виде њега и Ен како се држе за руке („Never Enough”). Како Барнум задобија наклоност аристократских покровитеља, удаљава се од своје трупе, саветујући им да раде без њега. Утучени, одлучују да се супротставе локалним узнемиравачима („This Is Me”).
Када Филип и Ен заједно посећују позориште, налете на Филипове родитеље. Вичу на њега због „парадирања около уз помоћ”. Филип покушава да убеди Ен да могу бити заједно, али она се не слаже, рекавши да никада неће бити прихваћени у друштву („Rewrite the Stars”). Док Барнум води Линд на америчку турнеју, Чарити, која остаје код куће са девојчицама, осећа се изоловано од свог мужа („Tightrope”). Док је на турнеји, Линд постаје романтично привучена Барнумом. Када је одбије, она прети да ће одустати, а касније му узвраћа пољупцем изненађења на крају последње представе, што фотографише штампа.
Барнум се враћа кући где проналази свој циркус у пламену, изазван тучом између демонстраната и трупе. Филип трчи у запаљену зграду да спасе Ен, не знајући да је већ побегла. Доживљава озбиљне повреде пре него што га Барнум спаси. Барнум сазнаје да су кривци ухваћени и да је Линд отказала турнеју након њеног и Барнумовог „скандала”. Барнумова вила је отета и Чарити одводи девојчице у кућу својих родитеља.
Опустошен, Барнум се повлачи у локални бар. Његова трупа га тамо налази и каже да се упркос разочарањима и даље сматрају породицом. Инспирисан, одлучује да изгради нову представу и не дозволи да амбиција влада њиме („From Now On”). Филип се буди у болници са Ен поред себе, док се Барнум и Чарити поново окупљају.
Опорављени Филип нуди свој део зараде како би помогао Барнуму да обнови циркус у замену за прва пуноправног партнера, што Барнум спремно прихвата. Ради економичности, Барнум претвара предузеће у шаторски циркус на отвореном. Преуређени циркус остварује велики успех и Барнум даје Филипу да надзире свакодневне операције како би могао више времена проводити са својом породицом. Барнум рано напушта циркус и стиже на слону како би присуствовао балетском рециталу Каролајн и Хелен. („The Greatest Show”).

## Улоге
| Глумац            | Улога               |
| ----------------- | ------------------- |
| Хју Џекман        | П. Т. Барнум        |
| Зак Ефрон         | Филип Карлајл       |
| Мишел Вилијамс    | Чарити Холет-Барнум |
| Ребека Фергусон   | Јени Линд           |
| Зендеја           | Ен Вилер            |
| Кила Сетл         | Лети Лац            |
| Јаија Абдул-Матин II| В. Д. Вилер         |
| Наташа Љу Бордицо | Денг Јан            |
| Пол Спаркс        | Џејмс Гордон Бенет  |
| Сам Хамфри        | Чарлс Стартон       |
| Дајен Керол       | Џојс Хет            |
| Фредрик Лене      | Бенџамин Холет      |
| Гејл Ранкин       | краљица Викторија   |
| Ерик Андерсон     | г. О'Мали           |
| Бајрон Џенингс    | г. Карлајл          |
| Бетси Ајдем       | гђа Карлајл         |
| Дејмијан Јанг     | г. Винтроп          |
| Тина Бенко        | гђа Винтроп         |
| Вил Свенсон       | Фило Барнум         |